# Emanuel Kaláb
Emanuel Kaláb (* 16. Mai 1895 in Prosnitz, Österreich-ungarische Monarchie; † 9. August 1982 in Prostějov, Tschechoslowakei) war ein tschechischer Militärkapellmeister, Dirigent und Komponist.

## Leben
Kaláb studierte in seinem Heimatort Geige, Bratsche, Kontrabass und Posaune und spielte ab seinem zwölften Lebensjahr im dortigen Orchester unter Leitung von Ezechiel Ambros. 1913 trat er freiwillig in die Kapelle des 12. Infanterieregiments in Znaim ein, wo er bis zum Ende des Ersten Weltkrieges diente und seine Ausbildung bei Kapellmeister Rudolf Obruča fortsetzte.
Nach Gründung der Tschechoslowakei 1918 war Kaláb ab 1920 dem 40. Infanterieregiment in Brünn zugeteilt. Dort war er am Konservatorium Schüler von Osvald Chlubna und František Neumann. Von 1921 bis 1925 war er Dirigent der Regimentskapelle. Er stieg dann über den Rang eines Praporschtschik zum Leutnant auf, wurde 1939 Kapellmeister des 11. Bataillons in Adlerkosteletz und 1944 Musikdirektor in Königgrätz.
1944–45 studierte er gemeinsam mit Robert Šálek Dirigieren bei Pavel Dědeček in Prag. Als Dirigent führte er mehrfach Die verkaufte Braut, Mein Vaterland und Dvořáks Slawische Tänze auf. Nach der Befreiung war er bis 1953 Militärkapellmeister des 3. Infanterieregiments. Danach lebte er als Musiklehrer, Musiker, Orchesterleiter und Leiter eines Volkskunstensembles in Kroměříž. Er komponierte selbst einige Märsche sowie Arrangements für Blasorchester.